# Покостівська сільська рада
Покостівська сільська рада (до 1932 року — Березівська сільська рада) — колишня адміністративно-територіальна одиниця та орган місцевого самоврядування у Чуднівському, Миропільському, Довбишському, Житомирському районах, Житомирській міській раді Житомирської (Волинської) округи, Київської та Житомирської областей УРСР з адміністративним центром у с. Покостівка.

## Населені пункти
Сільській раді на момент ліквідації були підпорядковані населені пункти:
- с. Корчівка
- с. Покостівка.

## Населення
Кількість населення ради, станом на 1923 рік, становила 1 051 особу, кількість дворів — 175.
Кількість населення сільської ради, станом на 1924 рік, становила 1 091 особу.
Станом на 1927 рік кількість населення сільської ради становила 1 060 осіб, з них 825 (77,8 %) — особи польської національності. Кількість селянських господарств — 214.
Кількість населення ради, станом на 1931 рік, становила 1 161 особу.

## Історія та адміністративний устрій
Утворена 1923 року з адміністративним центром в селі Березівка, під назвою Березівська сільська рада, у складі сіл Березівка, Будище, Покостівка та хуторів Гале Болото, Колецький Чуднівської волості Полонського повіту Волинської губернії. 7 березня 1923 року увійшла до складу новоствореного Чуднівського району Житомирської округи. 27 червня 1925 року, в зв'язку з передачею Чуднівського району до складу Бердичівської округи та пов'язаний з цим обмін територіями між Чуднівським та Миропільським районами, сільську раду було передано до складу останнього. 1 вересня 1925 року сільрада увійшла до складу новоствореного Довбишського району. Станом на 13 лютого 1928 року х. Колецький знято з обліку.
В 1932 році адміністративний центр ради було перенесено до с. Покостівка з перейменуванням ради на Покостівську. 17 жовтня 1935 року, внаслідок ліквідації Мархлевського (Довбишського) району, сільраду було передано до складу Житомирської міської ради. 14 травня 1939 року рада увійшла до складу новоствореного Житомирського сільського району. На 1 жовтня 1941 року села Березівка, Будище та х. Гале Болото на обліку населених пунктів не перебували.
Станом на 1 вересня 1946 року сільська рада входила до складу Житомирського району Житомирської області, на обліку в раді перебувало с. Покостівка
2 вересня 1954 року до складу ради було включене с. Корчівка Буківської сільської ради Житомирського району.
Ліквідована 12 травня 1958 року, села Корчівка та Покостівка були включені до складу Високопічської сільської ради Житомирського району.